# Minworth
Minworth, es un pueblo contiguo a Royal Sutton Coldfield en las afueras al noreste de Birmingham en las Tierras Medias Occidentales. Se encuentra cerca de Walmley, Wishaw, Curdworth, Erdington, Water Orton, Thimble End y Castle Vale.

## Historia
El nombre de Minworth probablemente proviene de Mynna's Estate. Minworth y Curdworth se originaron en los siglos 7º sexto o, de ser establecido por Angle colonos y están históricamente asociados con el Arden familia (William Shakespeare relaciones maternas 's). Peddimore Hall es una alquería de doble foso y se puede asociar con los Arden desde 1298 hasta 1659. La actual granja se remonta al siglo XVI.
Minworth fue originalmente una aldea en la parroquia de Curdworth en el centenar de Hemlingford. Minworth se convirtió en una parroquia civil en el distrito rural de Castle Bromwich de Warwickshire de 1894 a 1912 y luego pasó a formar parte del distrito rural de Meriden. En 1931 la parroquia fue abolida, con las partes pobladas divididas entre Royal Sutton Coldfield y Birmingham, y un área de tierra despoblada que iba a la parroquia de Castle Bromwich.
Los planes para revitalizar a Minworth en el pasado han tenido una buena acogida. Un plan municipal destinado a construir nuevas viviendas, tiendas y fomentar la nueva industria en la zona. Sin embargo los residentes no respaldaron el plan porque querían que Minworth siguiera siendo el mismo. Otro plan para desarrollar un terreno de 11 acres (4,5 ha) en un puerto deportivo junto al canal también recibió la desaprobación de los residentes, que no querían que el Canal de Birmingham y Fazeley se convirtiera en un área concurrida.

## Obras de tratamiento de agua
Minworth Sewage Treatment Works, al este de la aldea, es la planta de tratamiento más grande de Severn Trent, que trata los desechos del equivalente a 1,7 millones de personas de todo Birmingham y Black Country. El sitio incluye una planta de digestión para generar biogás, que alimenta la planta.

## Empresas
Un gran Supercentro Asda está situado en la frontera de Minworth con Walmley. Este se inauguró el 3 de mayo de 1977 como un hipermercado Carrefour,  antes de ser absorbido por Dee Corporation, propietaria de Gateway Foodmarkets y las más grandes Gateway Superstores en 1987. Desde finales de 1989 ha sido un hipermercado Asda, que después de que Asda fuera absorbida por Walmart en 1999 fue calificado como Asda Wal * Mart Supercentre en 2001. 
Para 2007, sin embargo el edificio se estaba volviendo obsoleto y Asda decidió reconstruirlo, pero luego de regatear con la autoridad local, Asda decidió no hacerlo debido a los costos exigidos por los incentivos ambientales y las condiciones de planificación que la empresa considera excesivas. La tienda original aún permanece allí hoy. Sin embargo, el interior de la tienda fue completamente remodelado y más o menos reconstruido. El exterior también se renovó y, a partir de 2008, la señalización de la tienda se cambió a Asda Supercentre. y se eliminó la marca Walmart.
El sitio tiene una tienda de bricolaje Wickes. También hay una tienda B&M Bargains con vista al sitio adyacente y un Screwfix enfrente. Minworth tiene dos pubs: The Hare and Hounds y The Boat, que se encuentran en el canal de Birmingham y Fazeley. Minworth Social Club está en Water Orton Lane ofrece alojamiento y desayuno, así como instalaciones de club social. 
Minworth Convenience es una pequeña tienda local en Kingsbury Road y enfrente está Mansells que ofrece MOTs y servicios de reparación para motocicletas, bicicletas y cortadoras de césped. El entrenamiento de motocicletas es proporcionado por Spirit Rider en Kingsbury Road y otros servicios de reparación de motocicletas son proporcionados por Flying on Wings Motorcycle Repair, que se encuentra al lado. En las cercanías también se encuentran: comida para llevar Chili Spice Indian y servicios ambientales Hullternative.
En Forge Lane y Maybrook Road hay unidades industriales que incluyen: Selecta (vending); acería; Cooke & Son (muebles); Speedy (alquiler); Safestyle UK y Selco (edificio). En Midpoint Park hay locales para: The Works (libros); Cadbury; Hozelock (mangueras) y una empresa de papel. También hay un American Auto Center que ofrece servicios especializados para vehículos estadounidenses.

## Transporte público
Los principales enlaces de transporte público de Minworth consisten en una línea de autobús que sirve al pueblo (ruta 167) y las 5 rutas de autobús que sirven a la ASDA (rutas X4, 71, 75, 167 y 168). Todas las rutas de autobús sirven a Royal Sutton Coldfield con la 71 a Chelmsley Wood, la X4 a Wylde Green, Erdington y Birmingham y las rutas 167 y 168 a Erdington.